# Konstandinos Konstandopulos
Konstandinos Konstandopulos (gr. Κωνσταντίνος Κωνσταντόπουλος; ur. 1832 w Tripoli, zm. 11 listopada 1910 w Atenach) – grecki polityk.
Pełnił funkcję premiera Grecji (10 lutego – 10 czerwca 1892) za rządów króla Jerzego I.